# دي. وليامز (لاعب كرة قدم أمريكية)
دي. وليامز (بالإنجليزية: D. J. Williams)‏ (و. 1988  م) هو لاعب كرة قدم أمريكية أمريكي، ولد في دالاس، تكساس، مركز لعبه هو طرف ضيق ‏.

## التعليم
تعلم في Central Arkansas Christian Schools ‏
.

## روابط خارجية
- دي. وليامز على موقع مرجع كرة القدم المحترفة.كوم (الإنجليزية)